# Proefpolder Andijk

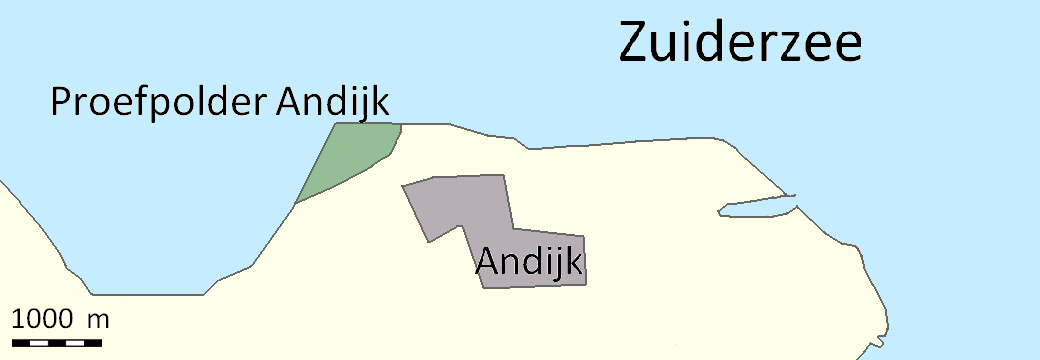
Proefpolder Andijk (groen)

De Proefpolder Andijk werd in 1926-1927 aangelegd in de Zuiderzee bij het Noord-Hollandse dorp Andijk. Dit gebeurde als proef voor het inpolderen en cultiveren van de latere IJsselmeerpolders. In 1929 werd de Proefpolder geopend door Koningin Wilhelmina.

## Voorgeschiedenis
In 1918 nam de Tweede Kamer de Zuiderzeewet van Cornelis Lely aan. Volgens deze wet zou de Zuiderzee worden afgesloten door de aanleg van de Afsluitdijk. Het IJsselmeer dat hierdoor zou ontstaan zou deels worden ingepolderd. Voornaamste doelstellingen van het Zuiderzeeproject waren het beschermen van de Nederlandse kusten tegen overstromingen en het winnen van grond voor de landbouw.
De aanleg van de Afsluitdijk en de IJsselmeerpolders was de taak van de Dienst der Zuiderzeewerken, die viel onder het toenmalige ministerie van Waterstaat. Het ontginnen en in cultuur brengen van de drooggevallen gronden werd overgelaten aan een andere dienst, de Directie van de Wieringermeer (voorloper van de Rijksdienst voor de IJsselmeerpolders).

## Aanleg
In 1924 bracht de commissie Lovink een verslag uit met het voorstel een kleine proefpolder aan te leggen om praktische ervaringen op te doen met het in cultuur brengen van de gronden in de nieuw aan te leggen Wieringermeer. Deze gronden hadden een hoog zoutgehalte omdat ze eeuwen door zeewater waren bedekt. Om die reden werd in 1926-1927 bij het dorp Andijk een 40 hectare grote proefpolder aangelegd. Op 27 augustus 1927 viel deze droog. De kosten van deze polder bedroegen ongeveer 1 miljoen gulden, een relatief hoog bedrag in vergelijking tot nog aan te leggen en veel grotere polders.

## Onderzoek
De Directie van de Wieringermeer wilde weten hoe de grond in een drooggemalen polder zich ontwikkelde, en hoe de zoute gronden in cultuur gebracht konden worden. Na het droogvallen werd begonnen met de bouw van een boerderij en laboratoria voor landbouwkundig, bodemkundig en microbiologisch onderzoek. Hier bestudeerde men diverse aspecten die voor een optimale benutting van de grond van belang waren, zoals ontzilting, inklinking en opdroging. Ook werden proeven genomen voor de beste manier van grondbewerking en de keuze van geschikte gewassen.

## Resultaten
In 1929 was de bodemstructuur van de proefpolder al dusdanig verbeterd dat vrijwel de gehele polder in cultuur gebracht kon worden. Met de ervaringen uit de proefpolder kon de ontwikkeling van de Wieringermeer versneld worden. De drooggevallen gronden waren eerder geschikt voor de landbouw, hetgeen de verkoopwaarde verhoogde. Met de verkoopopbrengst van de gronden werden de kosten van de aanleg van de polders goedgemaakt.

## Eigendom
De Directie van de Wieringermeer was de eerste eigenaar van de Proefpolder. De Dienst Domeinen nam de polder over en verpachtte hem aan een boer. Hierna werd de gemeente Andijk eigenaar van de grond.

## Gebruik
Veel Andijkers hadden een tuindersbedrijf in de Proefpolder, maar vanaf de jaren 1970 nam vakantiebungalowpark Het Grootslag een groot gedeelte van de Proefpolder in gebruik. Rond 2000 werd bovendien villavakantiepark IJsselhof gebouwd, waarmee het hele gebied in het teken van verblijfsrecreatie kwam.